# Dream Theater
I Dream Theater sono un gruppo musicale progressive metal statunitense, fondato a Boston nel 1985 da John Petrucci, John Myung e Mike Portnoy. Nonostante alcuni cambiamenti di formazione, i tre componenti originari sono sempre stati presenti nel gruppo fino all'8 settembre 2010, giorno in cui Portnoy decise di lasciare la formazione. Sostituito da Mike Mangini per i successivi 13 anni, Portnoy ha fatto il suo ritorno nel gruppo nell'ottobre 2023. Dal 1991 James LaBrie è voce principale del gruppo, mentre Jordan Rudess ha preso il posto di tastierista nella formazione a partire dal 1999.
Nati inizialmente col nome di Majesty, i Dream Theater sono diventati uno dei gruppi progressive di maggior successo commerciale degli anni novanta. La band è rimasta celebre negli anni, grazie anche alla qualità dei suoi componenti e ai progetti esterni a cui hanno preso parte: Petrucci fu chiamato per sei volte come terzo componente dei G3, nel 2009 fu nominato come il "secondo miglior chitarrista metal di sempre" da Joel McIver nel suo libro The 100 Greatest Metal Guitarists, oltre ad essere stato inserito nella lista "Top 10 Greatest Guitar Shredders of All Time" stilata dalla rivista GuitarOne. Il batterista Mike Portnoy ha vinto 29 premi dalla rivista Modern Drummer ed è la seconda persona più giovane ad essere stata inserita nella Rock Drummer Hall of Fame all'età di 37 anni. Mike Mangini ha invece vinto cinque volte il titolo di WFD World's Fastest Drummer Extreme Sport Drumming. John Myung fu votato come il più grande bassista di tutti i tempi in un sondaggio effettuato dalla rivista MusicRadar nel settembre 2010; la stessa MusicRadar ha annoverato Jordan Rudess tra i migliori tastieristi di sempre. Nel 2010 inoltre, i Dream Theater sono stati introdotti nella Long Island Music Hall of Fame. Il simbolo del gruppo è lo stemma dell'anello di Maria Stuart di Scozia: raffigura la sua iniziale (M) incastonata con quella di suo marito, Francesco II di Francia (phi greco Φ).
Il loro disco più venduto è Images and Words (1992), il quale fu certificato disco d'oro dalla RIAA e si piazzò alla posizione numero 61 della classifica Billboard 200, vendendo complessivamente 2 milioni di copie nel mondo. Anche gli album Awake (1994) e Six Degrees of Inner Turbulence (2002) entrarono nella Billboard 200, rispettivamente alla posizione 32 e 46. Metropolis Pt. 2: Scenes from a Memory entrò alla posizione 95 nell'edizione di ottobre 2006 della lista stilata dalla rivisita Guitar World relativa ai 100 migliori album di tutti i tempi, oltre anche ad essere stato nominato il miglior album progressive di tutti i tempi secondo la rivista Rolling Stone. Nel 2007 Systematic Chaos entrò nella Billboard 200 alla posizione 19, mentre i successivi Black Clouds & Silver Linings e A Dramatic Turn of Events entrarono nella classifica statunitense rispettivamente alla posizione 6 e 8. Il singolo On the Backs of Angels, estratto da A Dramatic Turn of Events, ha ricevuto una candidatura ai Grammy Award nella categoria miglior interpretazione hard rock/metal, segnando la prima nomination in assoluto del gruppo ai Grammy Award. A questa nomination hanno fatto seguito una seconda candidatura con The Enemy Inside nel 2014 ed una terza, vincente, con The Alien nel 2022.
Al 2011, i Dream Theater hanno venduto oltre 10 milioni di copie in tutto il mondo.

## Storia

### Primi anni: i Majesty (1985-1987)

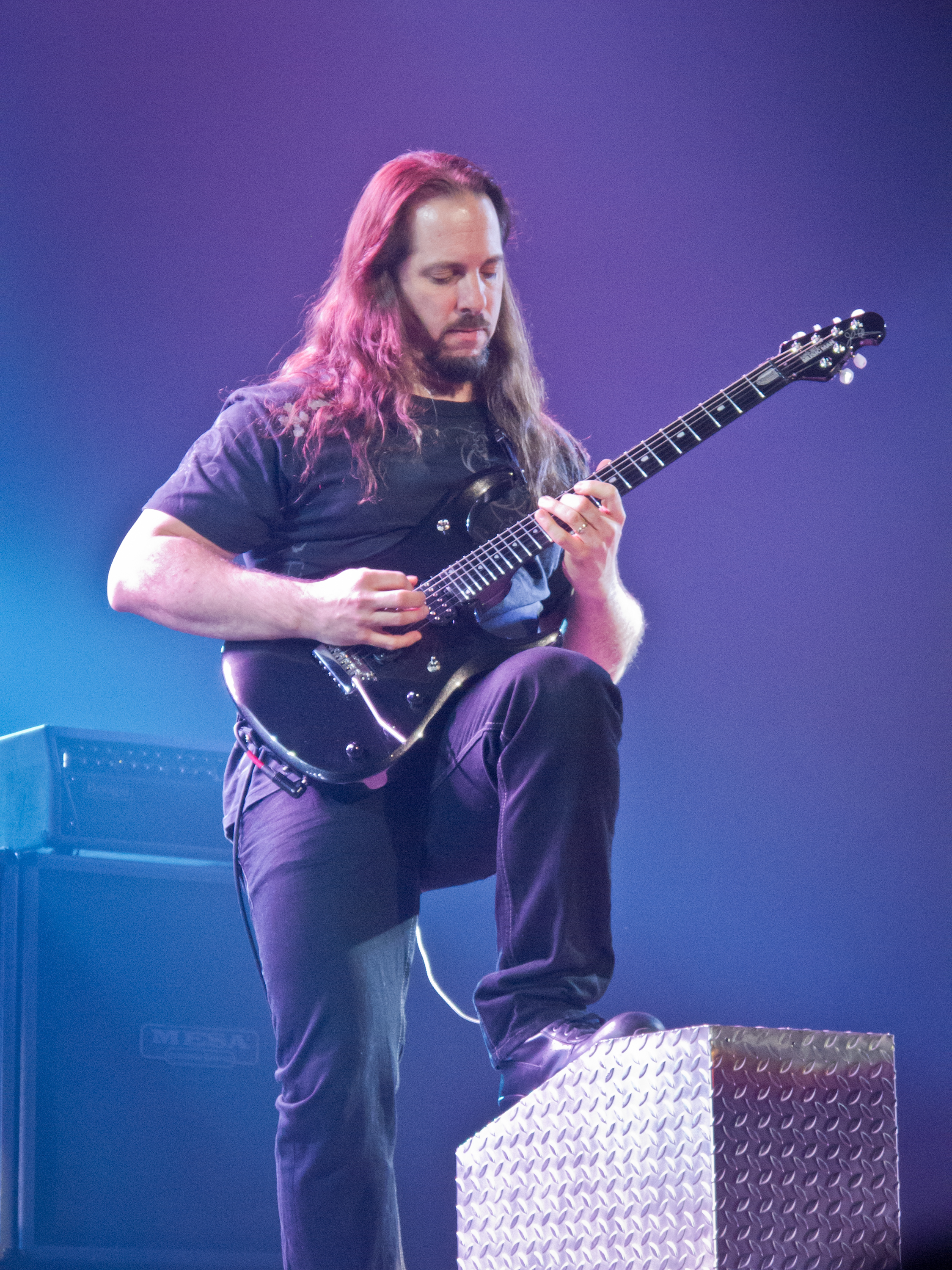
John Petrucci

Il primo nucleo storico dei futuri Dream Theater sorse nel 1985 nel Berklee College of Music di Boston, con la fondazione dei Majesty da parte del chitarrista John Petrucci, del bassista John Myung e del batterista Mike Portnoy, tutti studenti dell'istituto. A completare la formazione furono il tastierista Kevin Moore e il cantante Chris Collins.
La denominazione del progetto fu scelta in seguito ad un commento di Portnoy sulla traccia Bastille Day dei Rush, definita dal batterista maestosa, traducibile in lingua inglese proprio con il termine "majestic".
Fin dagli esordi, il gruppo presentò forti influenze derivative dal sound di Rush, Genesis, Yes e Queensrÿche. Numerosi furono i concerti che il gruppo tenne a Long Beach (New York), presentando in scaletta molte cover, alcuni pezzi propri (successivamente resi disponibili nel bootleg ufficiale del 2003 The Majesty Demos 1985-1986) e assoli dei singoli componenti.
Collins venne presto licenziato a causa delle sue deludenti prestazioni dal vivo, ma lasciò diversi segni di sé nel gruppo, tra i quali i brani Afterlife e Cry for Freedom. Attualmente, dopo aver trascorso un periodo di inattività, è il cantante dei Winterspell.

### Cambio di nome eWhen Dream and Day Unite(1988-1989)
Il cambio di nome del gruppo si rese necessario nel 1988, poco prima dell'incisione del primo album, per problemi di copyright: esisteva infatti già un gruppo di genere jazz chiamato Majesty. Fu così che il gruppo, su suggerimento del padre di Portnoy, cambiò nome in Dream Theater, il nome di un cinema di Monterey, in California.
Sempre nel 1988, Charlie Dominici entrò a far parte del gruppo come cantante, sostituendo Collins, e con lui il gruppo registrò l'anno successivo l'album d'esordio When Dream and Day Unite, pubblicato dalla Mechanic Records, etichetta con la quale il gruppo firmò un contratto il 23 giugno 1988.
Il disco presentò ancora forti ispirazioni all'opera di gruppi come Rush e Queensrÿche, entrambi noti per aver tentato di unire in un unico pacchetto sonoro elementi hard rock, heavy metal e rock progressivo. Rispetto a questi esempi, tuttavia, i Dream Theater lavorarono su un rafforzamento delle sonorità, che appaiono di maggiore potenza e maggiormente intrise di arrangiamenti sinfonici e melodie dai richiami classicheggianti. Tra i brani dell'album d'esordio, riscossero successo in particolare A Fortune in Lies, The Ytse Jam e Only a Matter of Time, poi divenute cavalli di battaglia delle esibizioni dal vivo del gruppo.
Dopo alcuni concerti a sostegno di When Dream and Day Unite, che videro il gruppo esibirsi anche in Rhode Island e a New York, il gruppo decise di licenziare Dominici a causa delle sue limitate capacità vocali.

### L'arrivo di James LaBrie,Images and Words(1990-1992)

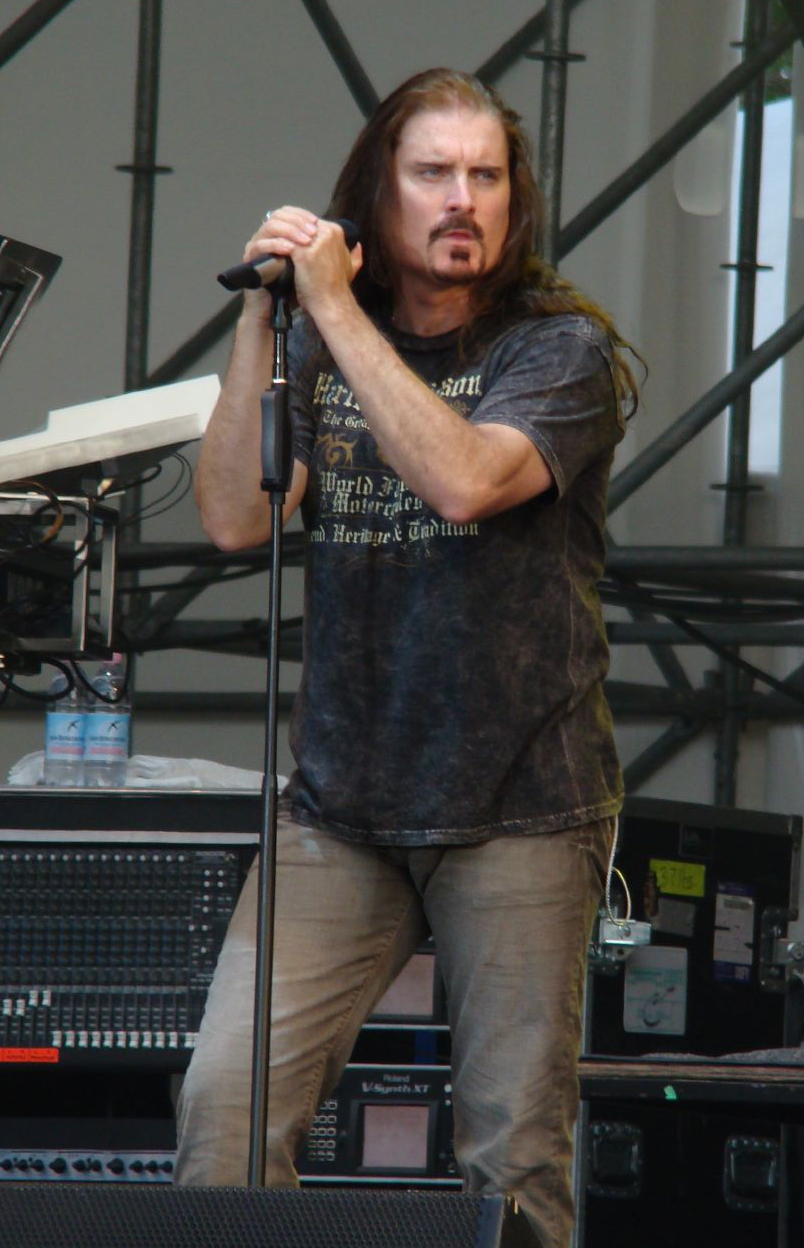
James LaBrie

Dopo quasi due anni di ricerche per trovare un nuovo cantante, nel mese di marzo 1991 il posto vacante fu ricoperto dal cantante canadese James LaBrie, allora frontman del gruppo hair metal Winter Rose.
Poco prima di pubblicare il secondo album, i Dream Theater cambiarono etichetta, abbandonando la Mechanic Records in favore della ATCO. Nel 1991 i Dream Theater incisero Images and Words, poi pubblicato nel 1992. Questo album è tutt'oggi considerato uno dei primi esempi di progressive metal in senso compiuto, nonché uno dei dischi heavy metal più rappresentativi degli anni novanta. Lo stile di Images and Words presentò una rilettura in chiave metal del rock progressivo. Il riferimento fu soprattutto al progressive classico degli anni settanta (Yes, King Crimson, Pink Floyd), ma vi furono punti di contatto evidenti anche con esperienze successive (dai Rush al neoprogressive di gruppi come Marillion o IQ).
Per promuovere l'album, l'etichetta pubblicò un CD singolo e un videoclip per il brano Another Day, il quale ottenne un discreto successo commerciale. La traccia d'apertura Pull Me Under ricevette un notevole livello di airplay radiofonico, senza alcuna promozione pianificata dall'etichetta né dal gruppo. Pertanto ne fu girato un videoclip, che ebbe un'ampia rotazione su MTV. La ATCO produsse un videoclip anche per il singolo promozionale Take the Time, il quale non ottenne lo stesso successo di Pull Me Under. Grazie al successo di Pull Me Under, unito a un esteso tour in supporto di Images and Words, quest'ultimo fu certificato disco d'oro negli Stati Uniti e disco di platino in Giappone.
Nel 1993 fece seguito un tour europeo, tra cui un concerto tenuto al Marquee Club di Londra nel mese di aprile. Questo concerto fu registrato e pubblicato nel primo album dal vivo dei Dream Theater, Live at the Marquee. Nello stesso anno venne inoltre pubblicato il VHS Images and Words: Live in Tokyo, che racchiude i concerti giapponesi del gruppo uniti a un documentario del loro viaggio in Giappone.

### Awakee l'arrivo di Derek Sherinian (1993-1996)

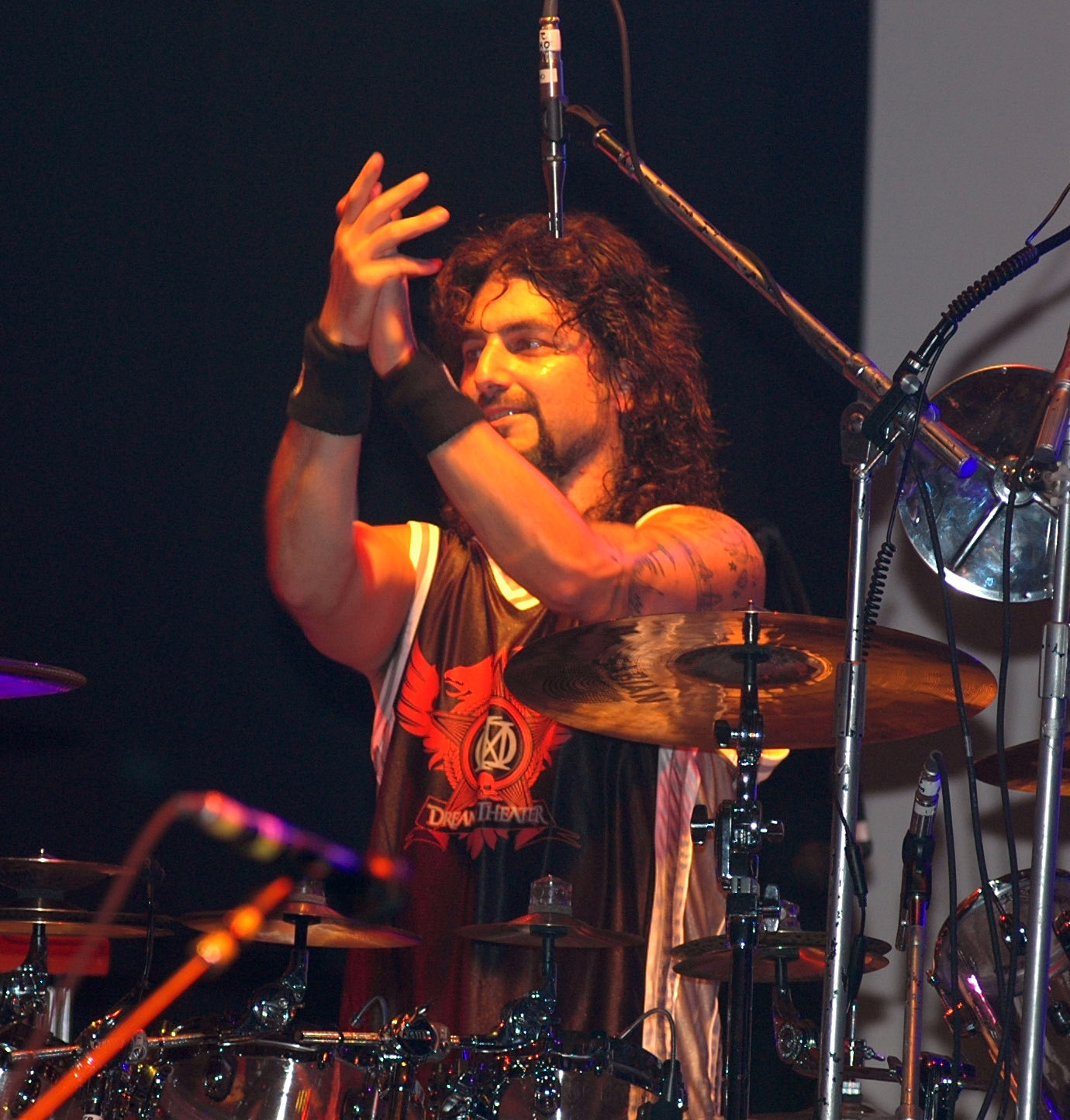
Mike Portnoy

Nel 1994, i Dream Theater pubblicarono il loro terzo album, Awake. La pubblicazione di Awake coincise con la dipartita dalla band di Kevin Moore, a causa di incomprensioni musicali con gli altri componenti del gruppo. A sostituire il tastierista fu chiamato Derek Sherinian.
Rispetto a Images and Words, l'album presentò tinte più forti, dure e oscure, mantenendo però invariata l'influenza progressive. Forse ancora più che nei precedenti lavori, con Awake emerge il virtuosismo tecnico come uno dei tratti distintivi dello stile del gruppo. Awake fu inizialmente accolto in modo tiepido dal pubblico e dalla critica, che non vi ritrovò molti degli elementi che avevano decretato il successo di Images and Words; a posteriori, molti sostengono invece che si tratti di un punto fondamentale della carriera della band e una prova della loro capacità di innovazione.
Nel 1995 la band pubblicò l'EP A Change of Seasons, dove le partiture di tastiera dell'omonima traccia d'apertura, una suite di 23 minuti a cui il gruppo aveva iniziato a lavorare fin dal 1989, furono l'ultima eredità compositiva di Moore. Infatti Sherinian le mantenne invariate, salvo piccole modifiche. L'EP incluse anche alcune cover di gruppi celebri hard rock quali Deep Purple e Led Zeppelin, rock quali i Queen, e infine progressive quali i Pink Floyd e i Genesis. Questi brani furono registrati dal vivo nel gennaio del 1995 in un concerto al Ronnie Scott's Jazz Club.

### Falling into Infinity(1997-1998)
Nel 1997 i Dream Theater registrarono e pubblicarono un nuovo album, Falling into Infinity. Il disco fu dai critici ritenuto più lontano dai canoni del progressive metal e da sonorità maggiormente accessibili. La casa produttrice negò al gruppo la richiesta di una realizzazione per questo disco di un doppio CD, non essendo più interessata a produrre un ulteriore disco dei Dream Theater dato che Awake non aveva bissato, almeno in termini di vendite, il successo di Images and Words. Fu così che molti dei pezzi scritti per l'album dovettero aspettare diversi anni per vedere la luce, distribuiti al fanclub del gruppo come regalo esclusivo.
Pochi mesi prima dell'uscita del disco, i Dream Theater realizzarono un tour in cui presentarono in anteprima alcuni brani di Falling into Infinity. Nello speciale contenuto del DVD Score: 20th Anniversary World Tour (2006), Mike Portnoy affermò che lo stesso tour fu ideato dal gruppo per mostrare ai loro produttori che c'erano ancora molti fan disposti a supportarli. Si dice che fu proprio grazie a questa serie di concerti che il disco fu pubblicato, anche se ciò costò molti sacrifici alla band, che proprio per i numerosi compromessi a cui era arrivata aveva rischiato un inevitabile scioglimento. Brani come You Not Me e Burning My Soul vennero registrati in versioni diverse da come erano stati concepiti originariamente, a causa delle pressioni ricevute proprio dalla casa discografica. In particolare il secondo brano conteneva una sezione strumentale, la quale fu poi riciclata dal gruppo, divenendo il brano Hell's Kitchen.
Questo album, visto come contraltare di Awake, fu ben considerato dalla critica ma non riscosse grandi responsi da parte dei fan, specie da quelli più integralisti che videro in esso un'eccessiva fuoriuscita da parte del gruppo dalle proprie attitudini e sonorità musicali.
Nel 1998 uscì anche il doppio album dal vivo Once in a LIVEtime, il quale non ottenne né buone vendite né apprezzamenti della critica, forse a causa della scarsa produzione, portata avanti da Kevin Shirley.

### L'arrivo di Jordan Rudess eMetropolis Pt. 2: Scenes from a Memory(1999-2001)

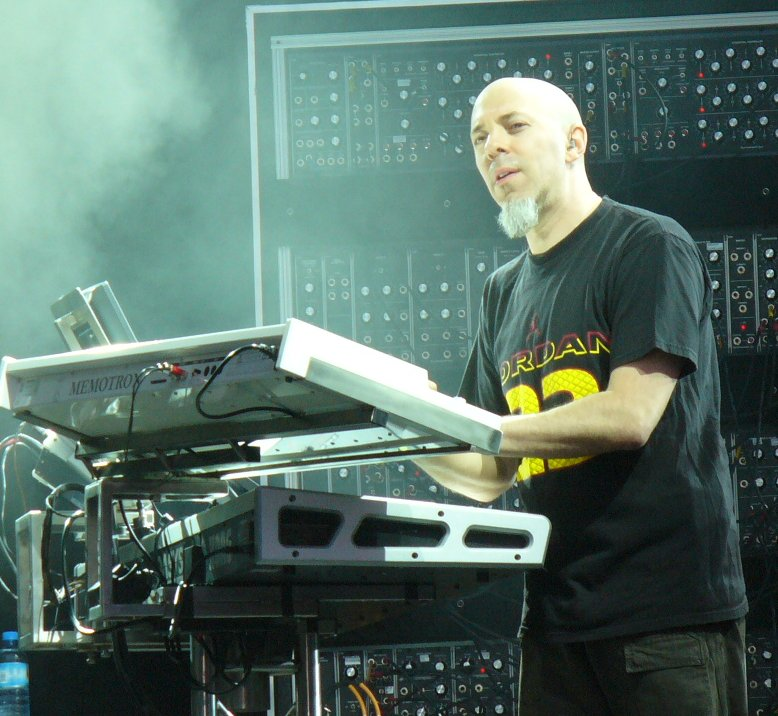
Jordan Rudess

Dopo un anno dedicato ai numerosi progetti personali dei singoli componenti, tra cui i Liquid Tension Experiment di John Petrucci e Mike Portnoy, i Dream Theater ritornarono con un concept album dal titolo Metropolis Pt. 2: Scenes from a Memory, che vide alle tastiere un nuovo elemento, Jordan Rudess, partecipante anch'egli al progetto Liquid Tension Experiment e subentrato a Derek Sherinian il 18 gennaio 1999. Rudess avrebbe dovuto essere in realtà il componente scelto per rimpiazzare Kevin Moore dopo l'uscita di quest'ultimo avvenuta nel 1994. Tuttavia, a causa di alcuni progetti personali, Rudess declinò l'offerta ed il gruppo dovette ripiegare sulla collaborazione di Derek Sherinian.
Dal titolo, l'album si presenta come il seguito ideale di Metropolis–Part I: "The Miracle and the Sleeper", quinta traccia di Images and Words. La maggior parte dei rimandi al brano del 1992 sono di carattere puramente musicale, con numerose citazioni o variazioni che compaiono nel corso dell'album. Riguardo al testo, invece, la vicenda raccontata nell'album è completamente indipendente da quella del brano del 1992. L'unico aspetto che accomuna le due storie è la presenza di due personaggi chiamati col nome di "The Miracle" e "The Sleeper". Nel brano del 1992, tali personaggi non sono identificati e si sa solo che sono collegati da una sorta di legame mentale indissolubile. Nel disco, invece, sono i soprannomi attribuiti a due fratelli vissuti all'inizio del XX secolo e che si trovano al centro di una tragica storia basata su relazioni amorose, tradimenti, omicidi e reincarnazioni.
All'album fecero seguito il Scenes from a Memory Tour, svoltosi esclusivamente in Europa nel 1999, e il Metropolis 2000 Tour, svoltosi nell'anno seguente. Il concerto conclusivo del Metropolis 2000 Tour, avvenuto il 30 agosto 2000 al Roseland Ballroom di New York, fu registrato e pubblicato in DVD con il titolo di Metropolis 2000: Scenes from New York e in formato 3CD con il titolo di Live Scenes from New York. La copertina originaria di Live Scenes from New York ritraeva le Torri Gemelle, la Statua della Libertà e la Grande mela avvolte nelle fiamme, in una sorta di citazione dell'iconografia del Sacro Cuore di Gesù, già utilizzata in passato dai Dream Theater. Per una sfortunata coincidenza, l'album venne pubblicato nello stesso giorno degli attentati dell'11 settembre 2001 e pertanto il gruppo richiamò tutte le copie originarie dell'album, il quale fu ripubblicato con una nuova copertina.

### Six Degrees of Inner TurbulenceeTrain of Thought(2002-2004)

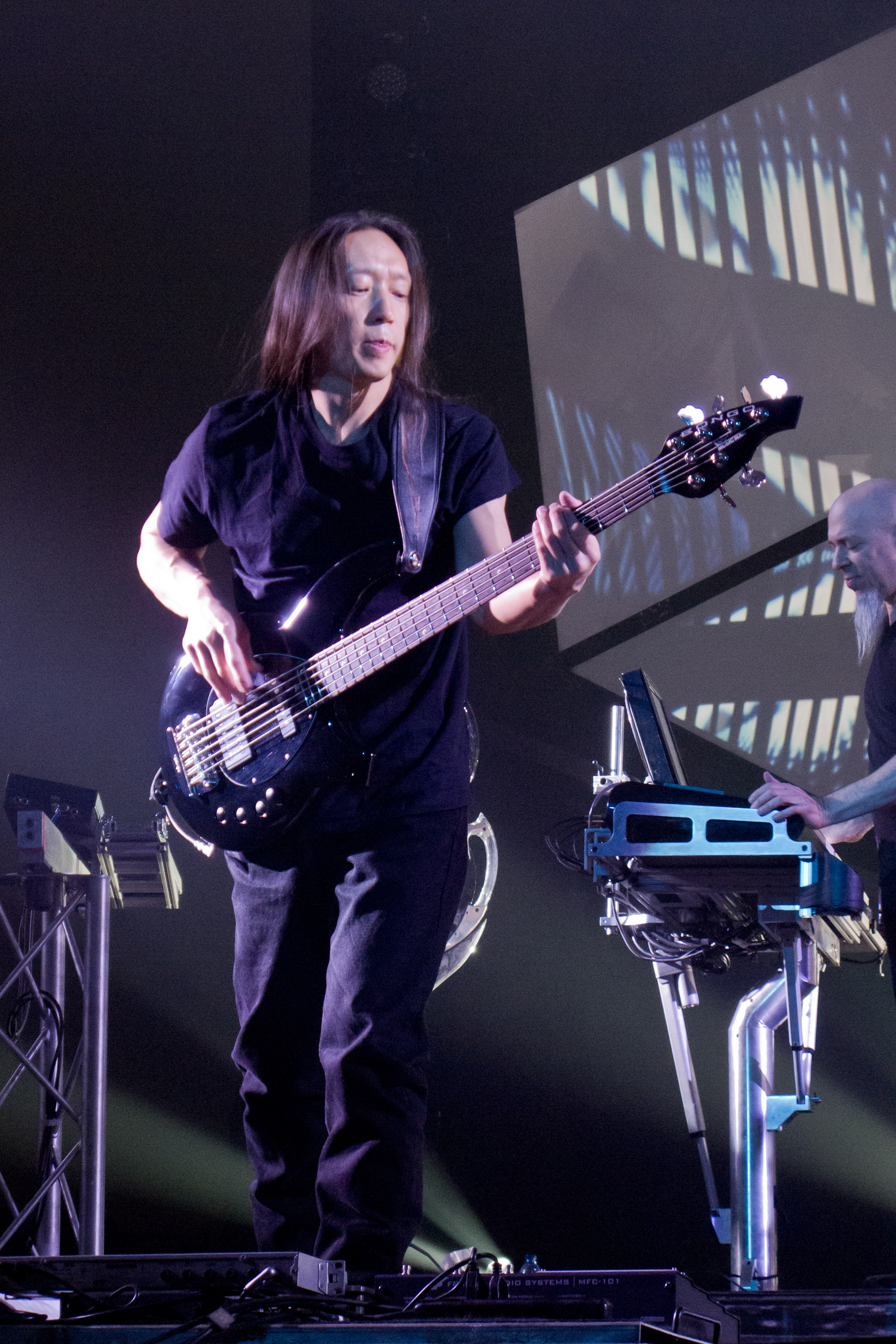
John Myung

Dopo un'attesa di tre anni, nel 2002 i Dream Theater ritornarono con un nuovo disco, dal titolo Six Degrees of Inner Turbulence, un doppio album contenente nel secondo disco il brano omonimo, una suite moderna di oltre 42 minuti che alterna parti più melodiche e leggere con accelerazioni influenzate dal thrash metal, oltre ad altre sezioni influenzate dal rock progressivo e dal rock sinfonico. Nel primo disco è invece presente il brano The Glass Prison, una suite di 13 minuti dedicata a Bill W., fondatore degli Alcolisti Anonimi, oltre a canzoni più progressive ma sempre dominate da uno stile atipico per il gruppo, sicuramente più duro di quello rivelato nei precedenti lavori.
Questo disco si rivelò un buon successo e si piazzò fin dalla sua uscita nelle posizioni di vertice delle classifica Billboard 200. A seguito di questa pubblicazione, la band poté partire per un tour mondiale, denominato World Tourbulence 2002 Tour.
Il successivo album fu pubblicato nel 2003 e denominato Train of Thought. Il disco sembrò ribadire la svolta della formazione verso un approccio più "duro" al progressive rispetto alle loro opere precedenti. Il risultato fu un album dai toni molto oscuri che cercò in parte di ricalcare le orme di Awake.
Tuttavia, anche tra i fan più accaniti del gruppo vi furono perplessità, legate al fatto che questo disco non vide melodie di particolare rilievo, a causa anche di una produzione dove le tastiere furono soffocate dalla chitarra di un Petrucci che sembrò aver preferito un approccio più virtuosistico che melodico, specie all'interno dei suoi assoli. Inoltre le canzoni, in media molto lunghe, sembrarono basarsi troppo su sezioni strumentali che si rifacevano, anche in modo troppo esplicito, a gruppi come Metallica o Megadeth.
Il 28 aprile 2004, durante il tour mondiale di questo album, il gruppo fece tappa al celebre Nippon Budokan di Tokyo. Dal concerto, della durata di quasi tre ore, venne estratto il quarto live della loro carriera, denominato Live at Budokan e commercializzato a fine 2004 sia sotto forma di triplo CD che sotto forma di doppio DVD.

### Octavarium(2005-2006)
Il 7 giugno 2005 fu pubblicato Octavarium, disco che presentò un ritorno alla melodia e sonorità più soft rispetto al precedente lavoro. La title track è una suite moderna della durata di 24 minuti che in più punti, sia nelle musiche che nei testi, richiama alla memoria i gruppi storici del rock progressivo degli anni settanta, quali Pink Floyd, Genesis, The Alan Parsons Project ed Emerson, Lake & Palmer.
Il 1º aprile 2006 i Dream Theater conclusero il tour di supporto a Octavarium con un concerto al Radio City Music Hall di New York, che fu registrato e pubblicato a settembre sotto il nome di Score: 20th Anniversary World Tour. In quest'opera si vollero celebrare i vent'anni di carriera del gruppo, includendo anche alcune suite raramente proposte durante i concerti, come ad esempio Six Degrees of Inner Turbulence e Octavarium. La scaletta ha visto l'esecuzione di un brano per ogni album della discografia, partendo da The Majesty Demos fino ad Octavarium, con l'eccezione dell'album Falling into Infinity, rimpiazzato da Raise the Knife, brano escluso dalle lavorazioni di quest'ultimo album. La seconda parte del concerto ha visto la partecipazione dell'orchestra denominata The Octavarium Orchestra, condotta da Jamshied Sharifi.

### Systematic Chaose il primo Best of (2007-2008)
Il 4 giugno 2007 uscì il nono lavoro dei Dream Theater, Systematic Chaos. In un'intervista a "I Love Rock n'Roll", Mike Portnoy affermò che l'album fu composto, registrato e missato in cinque mesi, tra il settembre 2006 e il febbraio 2007. Inoltre, l'album è stato prodotto prima di firmare il contratto con la nuova etichetta, la Roadrunner Records, che ha ricevuto l'anteprima del disco per valutare un probabile contratto discografico. Il disco ha debuttato alla posizione numero 19 della Billboard 200, segnando il miglior posizionamento in classifica del gruppo fino ad allora.

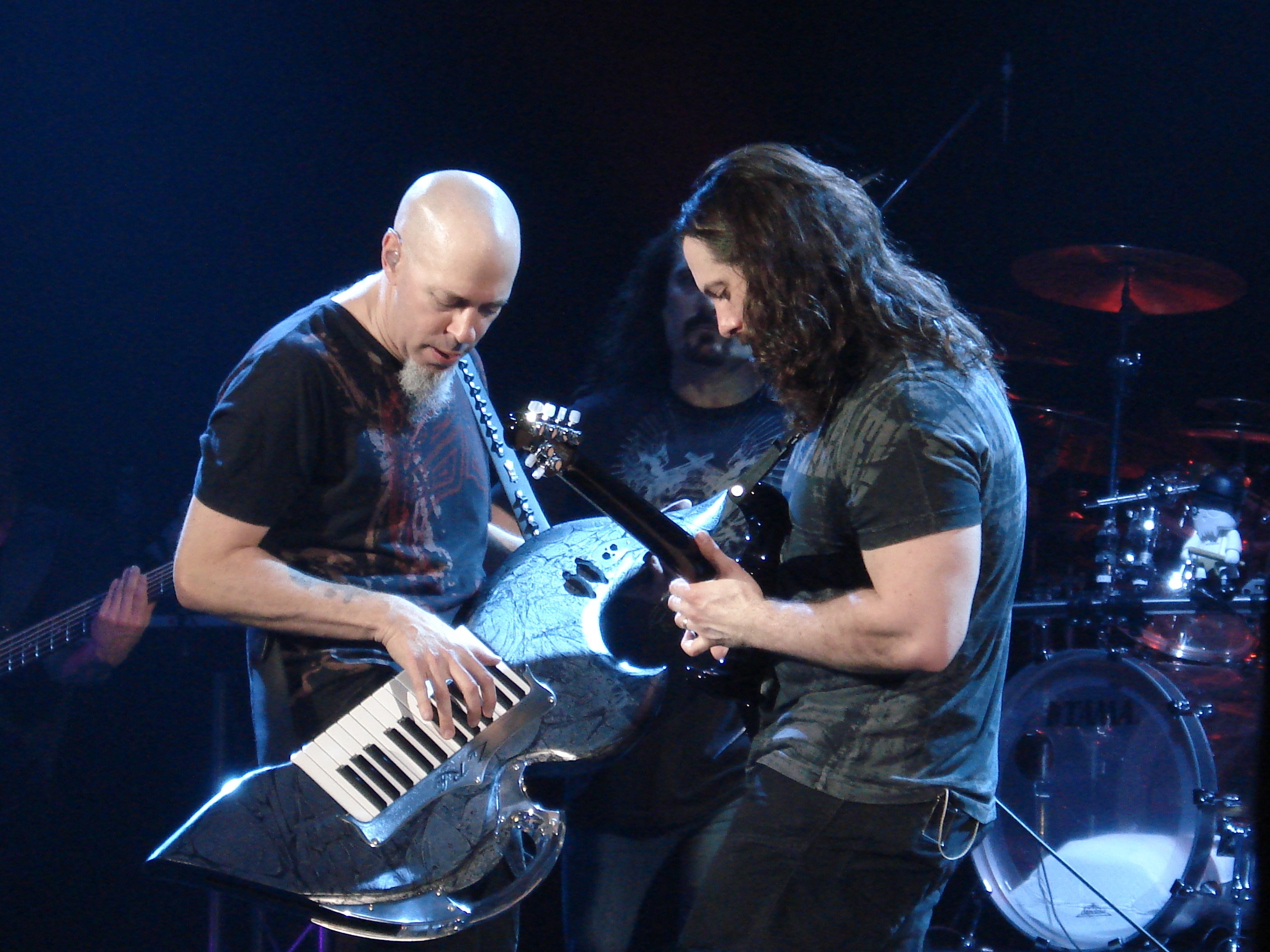
Duetto tra Petrucci e Rudess (Buenos Aires, 2008)

Per la sua promozione il gruppo pubblicò un video musicale per la terza traccia Constant Motion, il primo dopo quasi dieci anni dal precedente (Hollow Years). Nello stesso anno fu inoltre pubblicato un libro ufficiale del gruppo, dal titolo Lifting Shadows, riassunto dei primi 20 anni di carriera della band. Un ulteriore video, quello per la seconda traccia Forsaken, fu reso disponibile il successivo 26 gennaio 2008. In concomitanza con l'uscita di Systematic Chaos, i Dream Theater intrapresero il Chaos in Motion World Tour, che ebbe inizio in Italia in occasione del Gods of Metal: durante tale evento il gruppo eseguì per intero il secondo album Images and Words al fine di celebrarne i 15 anni dalla sua uscita. Nel 2008 presero parte al Progressive Nation Tour 2008, iniziato il 2 maggio 2008 e svoltosi nell'America del Nord; al loro fianco suonarono gli Opeth, i Between the Buried and Me e i 3. Il 23 settembre 2008 uscì l'album video Chaos in Motion 2007-2008, contenente immagini tratte da diversi concerti del Chaos in Motion World Tour, durato un anno e un giorno, per 115 show, 105 città toccate, 35 paesi, 5 continenti.
Il 1º aprile 2008 fu pubblicata la prima raccolta ufficiale dei Dream Theater, intitolata Greatest Hit (...and 21 Other Pretty Cool Songs) e il cui titolo è un riferimento al singolo Pull Me Under, unico vero successo della formazione. L'album fu diviso in due CD, intitolati Dark Side e Light Side e comprendenti alcune edit version o remix di brani già pubblicati, insieme a brani mai apparsi ufficialmente.

### Black Clouds & Silver Linings, abbandono di Portnoy (2009-2010)
Il 23 giugno 2009 fu pubblicato il decimo album dei Dream Theater, intitolato Black Clouds & Silver Linings. Il primo singolo estratto dal disco fu A Rite of Passage, per il quale la band girò anche un video. Immediatamente partirono per un tour europeo promozionale, che li vide anche come co-headliner al Gods of Metal del 2009.
Nell'inverno dello stesso anno realizzarono una nuova edizione del Progressive Nation, insieme a Unexpect, Bigelf e Opeth. Le riprese effettuate durante questo tour verranno utilizzate per realizzare il videoclip del brano Wither, secondo singolo estratto dal disco.
All'inizio del 2010 la band tornò in studio per registrare Raw Dog, brano strumentale presente nell'EP God of War: Blood & Metal, relativo all'edizione speciale del videogioco God of War III, per poi imbarcarsi in un tour sudamericano, nel quale suonò per la prima volta in Perù. Nell'estate dello stesso anno, la band accompagnò gli Iron Maiden in un tour nordamericano, che li portò a suonare al Madison Square Garden per la prima volta nella loro carriera.
L'8 settembre 2010 il batterista Mike Portnoy, attraverso il suo sito ufficiale, annunciò la sua uscita dal gruppo dopo 25 anni. Dopo lo sgomento iniziale e alcune dichiarazioni contrastanti tra Portnoy e il resto del gruppo, i componenti del gruppo affermarono che avrebbero proseguito la propria attività. Il 3 gennaio Petrucci dichiarò che la band sarebbe tornata in studio per iniziare a lavorare sui nuovi brani insieme a un nuovo batterista.

### Periodo con Mike Mangini (2010-2023)

#### Ingresso in formazione eA Dramatic Turn of Events(2011-2012)

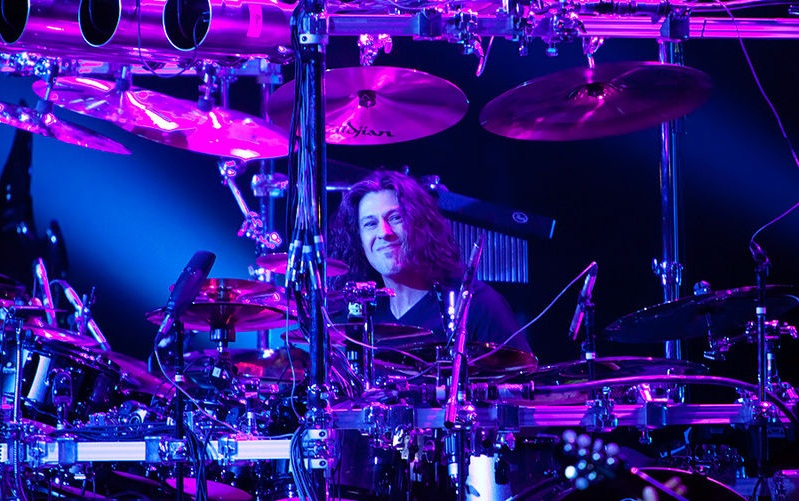
Mike Mangini in concerto a Mosca il 12 luglio 2011

Mentre la band continuava a mantenere segreto il nome del nuovo batterista, su Internet iniziavano a circolare numerose voci sul presunto sostituto di Mike Portnoy, tuttavia nessuna di queste voci fu accompagnata da dichiarazioni ufficiali. La voce più diffusa era quella che si trattasse di Marco Minnemann, ma il 14 gennaio 2011 il sito Blabbermouth.net smentì tale ipotesi.
Il 18 aprile il gruppo rese disponibile attraverso la propria pagina di Facebook il trailer delle audizioni tenute da sette noti batteristi: Mike Mangini, Virgil Donati, Marco Minnemann, Thomas Lang, Derek Roddy, Aquiles Priester e Peter Wildoer; dopo tre episodi delle audizioni, raggruppati in un documentario intitolato Dream Theater 2011 - The Spirit Carries On, i Dream Theater annunciarono come nuovo batterista Mike Mangini.

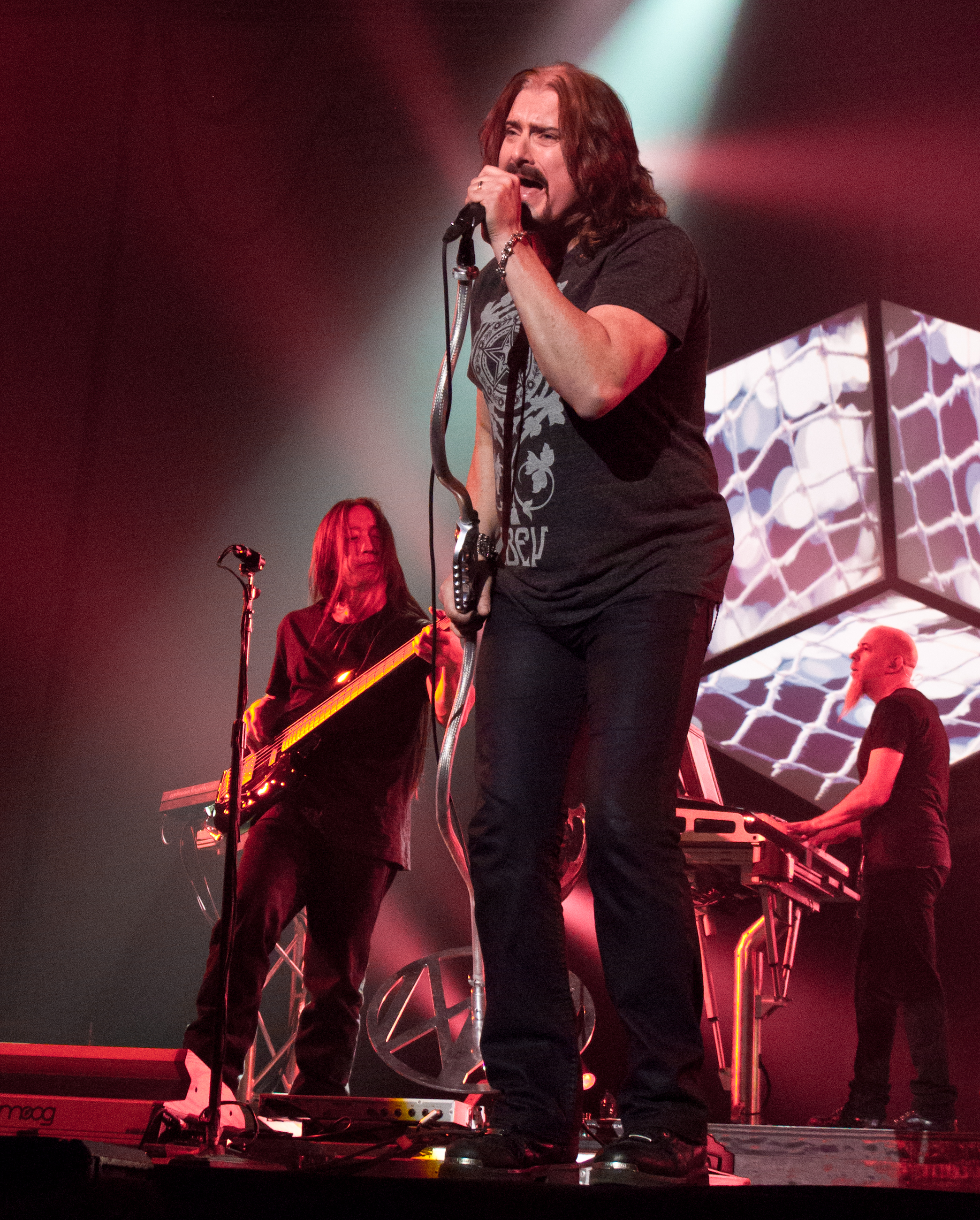
James Labrie, John Myung e Jordan Rudess in concerto nellA Dramatic Tour of Events nel 2012

Il 24 maggio la band ha reso noto di aver concluso la fase di registrazione dell'undicesimo album, missato da Andy Wallace. Il disco, intitolato A Dramatic Turn of Events, è stato pubblicato il 13 settembre 2011.
L'album è stato anticipato dalla pubblicazione del brano On the Backs of Angels, che già dal 28 giugno era liberamente ascoltabile sul canale YouTube della Roadrunner Records. Nelle settimane successive, sono state diffuse brevi anteprime, della durata di un minuto ciascuna, relative ad altri brani del disco. Il giorno successivo l'uscita del disco, è stato pubblicato il videoclip di On the Backs of Angels.
Il 4 luglio 2011 è partito all'Ippodromo delle Capannelle di Roma l'A Dramatic Tour of Events, il quale si è concluso il 19 e il 20 agosto 2012 al Luna Park di Buenos Aires. Questi due concerti sono stati filmati e pubblicati nel film Dream Theater: Live at Luna Park, da cui è stato estratto il relativo DVD, pubblicato il 4 novembre 2013.

#### Dream Theater(2013-2014)
Il 24 aprile 2012 la band ha comunicato tramite la loro pagina Facebook di aver iniziato le registrazioni per il dodicesimo album in studio mentre erano in tour a Osaka, Giappone, pochi giorni prima. Tuttavia, il gruppo dopo la fine del tour mondiale conclusosi nell'America meridionale si è presa qualche mese di pausa, ed ha ufficialmente iniziato le registrazioni nel gennaio 2013.
Il 6 giugno 2013 il gruppo ha annunciato il titolo del dodicesimo album in studio, dal titolo omonimo, e la data di pubblicazione, fissata al 24 settembre dello stesso anno; dopo tre giorni sono state annunciate anche la copertina e la lista tracce. L'album è stato anticipato dal singolo The Enemy Inside, trasmesso in anteprima mondiale il 5 agosto attraverso il sito della rivista USA Today, ed è stato promosso dall'Along for the Ride World Tour, la cui prima tappa ha visto i Dream Theater in concerto in Europa e in America.
Il 21 agosto 2014 i Dream Theater hanno annunciato la pubblicazione del decimo DVD Breaking the Fourth Wall - Live from the Boston Opera House. Pubblicato il 30 settembre 2014, il disco contiene l'intera esibizione tenuta dal gruppo il 25 marzo 2014 al Boston Opera House di Boston.

#### The Astonishing(2015-2016)
In un'intervista del 6 gennaio 2014 Petrucci ha rivelato che i Dream Theater avevano già «pianificato le prime bozze per il tredicesimo album»:
Secondo quanto dichiarato da James LaBrie, il gruppo ha pianificato di entrare in studio di registrazione nel febbraio 2015, aspettandosi che il tredicesimo album possa venire pubblicato nell'autunno dello stesso anno, seguito da un tour mondiale dal gennaio 2016; Il 2 febbraio 2015 Mike Mangini ha confermato che il giorno seguente il gruppo avrebbe iniziato le registrazioni dell'album.
Tra giugno e agosto 2015 il gruppo ha preso una breve pausa dalle registrazioni per esibirsi in alcuni festival per celebrare il trentennale dalla loro fondazione, passando per il Metal Hammer Festival di Katowice, il Pistoia Blues Festival di Pistoia e il Wacken Open Air di Wacken. Durante l'esibizione al Pistoia Blues Festival, LaBrie ha dichiarato al pubblico che l'album sarebbe uscito nel corso del 2016, fatto confermato anche da Petrucci in un'intervista tenuta poco prima dell'esibizione al Wacken Open Air.
Il 23 ottobre 2015 i Dream Theater hanno aggiornato il proprio sito ufficiale con la possibilità di iscriversi a due newsletter differenti, mostrando i titoli The Great Northern Empire e The Ravenskill Rebel Militia. A ciò ha fatto seguito l'annuncio di un tour europeo avvenuto nel 2016 nel quale è stato eseguito nella sua interezza il tredicesimo album in studio, intitolato The Astonishing. Anticipato a dicembre dal singolo The Gift of Music, l'album è uscito il 29 gennaio 2016 ed è un'opera rock suddivisa in due dischi.
Durante il 2017 il gruppo ha tenuto un nuovo tour mondiale volto a celebrare i 25 anni dall'uscita di Images and Words, eseguito nella sua interezza insieme alla suite A Change of Seasons, originariamente scartata dal disco.

#### Distance over Time(2017-2020)

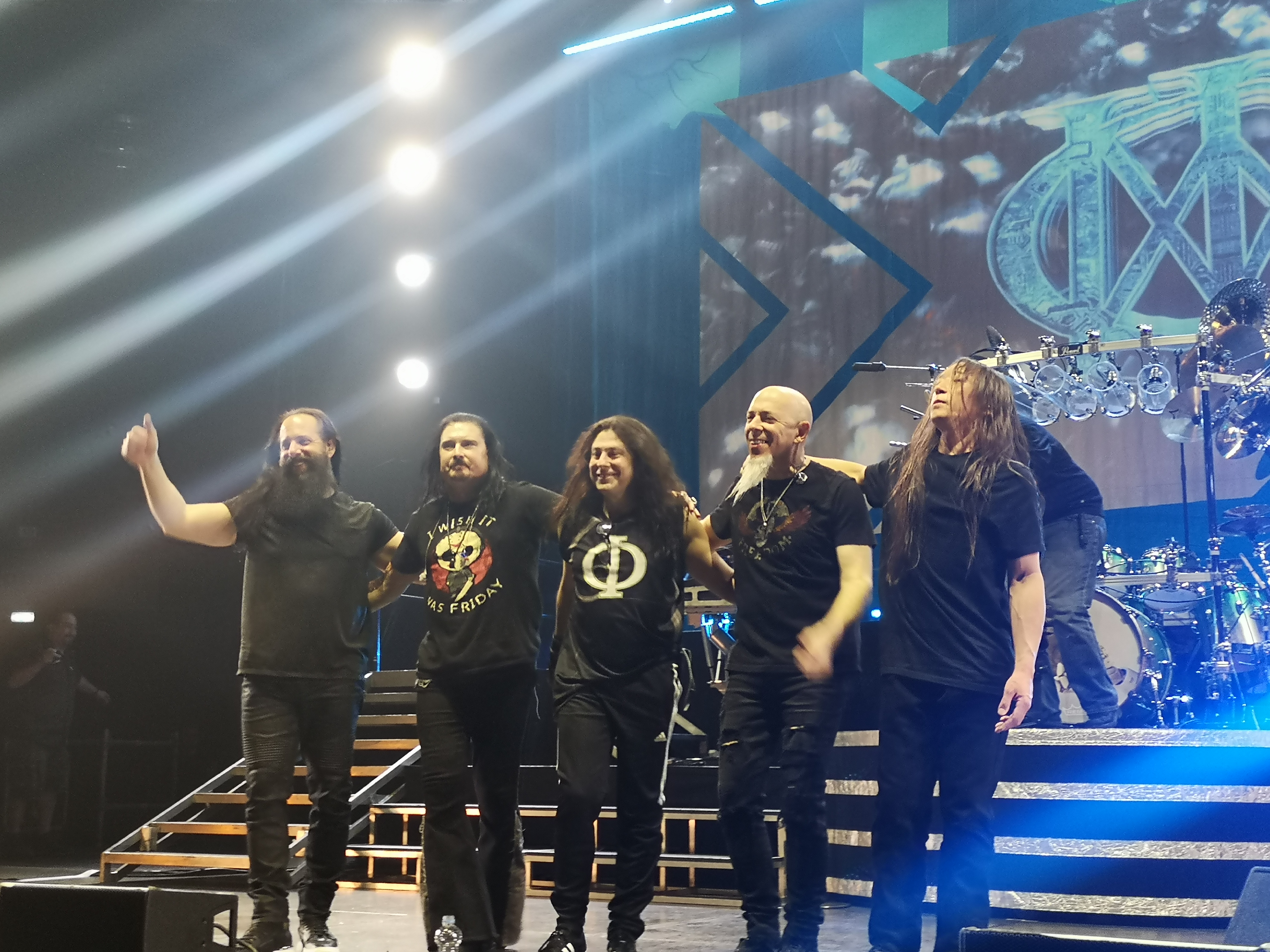
Il gruppo al termine del concerto tenuto ad Assago nel 2020

Nel maggio 2017 James LaBrie, durante un'intervista concessa a Rockbook, ha rivelato l'intenzione del gruppo di registrare un album atto a rappresentare ciò che sono attualmente, cercando di realizzare «il nostro miglior sforzo». Qualche mese più tardi viene annunciata la firma di un accordo a lungo termine a livello mondiale con la Sony Music attraverso la Inside Out Music, che si sarebbe occupata della distribuzione del quattordicesimo album in studio. Tuttavia l'uscita dell'album, come spiegato da Petrucci, non sarebbe avvenuta prima del 2019.
Le sessioni di registrazione sono cominciate nella metà di luglio 2018, dove tutti i componenti si sono riuniti in un fienile di New York adattato in uno studio di registrazione. Come spiegato da Petrucci, le musiche sono state scritte da tutto il gruppo e i testi dallo stesso, da John Myung, LaBrie e per la prima volta anche da Mike Mangini.
Il 2 novembre 2018 sono stati annunciati il titolo dell'album, Distance over Time, e la relativa tournée, durante la quale è stato proposto nella sua interezza il quinto album in studio Metropolis Pt. 2: Scenes from a Memory del 1999. Il disco è stato pubblicato il 22 febbraio 2019 e preceduto dai singoli Untethered Angel, Fall into the Light e Paralyzed, usciti tra dicembre 2018 e febbraio 2019.
L'estesa tournée mondiale ha avuto culmine a Londra il 21 e 22 febbraio 2020, concerti dai quali è stato estratto l'album dal vivo Distant Memories - Live in London, uscito il 27 novembre dello stesso anno.

#### A View from the Top of the World(2021-2022)
Nell'ottobre 2021 il gruppo è tornato sulle scene musicali con il quindicesimo album A View from the Top of the World. Si tratta del primo disco interamente registrato presso il DTHQ, studio appositamente costruito dal gruppo per le proprie uscite e per i progetti paralleli.
Dei sette brani contenuti nell'album vi è The Alien, scelto come singolo di lancio e che ha valso al gruppo il Grammy Award alla miglior interpretazione metal alla 64ª edizione dei Grammy Award. Il disco è stato in seguito promosso dalla tournée mondiale Top of the World Tour, dove sono stati supportati dagli Arch Echo nella tappa statunitense, dai Falset in quella canadese, dai Tesseract nelle date britanniche e da Devin Townsend nel resto dell'Europa. Un ulteriore tour, il Dreamsonic, ha avuto luogo nell'estate 2023 insieme a Devin Townsend e agli Animals as Leaders.

### Ritorno di Portnoy,Parasomnia(2023-presente)
Il 25 ottobre 2023 i Dream Theater hanno rivelato il ritorno di Portnoy in formazione, portando Mangini ad abbandonare il gruppo. Il primo aveva di fatto collaborato con alcuni dei componenti del gruppo, inizialmente con Petrucci al suo album solista Terminal Velocity e con lo stesso e Rudess a Liquid Tension Experiment 3 dei Liquid Tension Experiment.
Il gruppo annuncia di essersi immediatamente messo al lavoro per realizzare il suo sedicesimo album in studio (l'undicesimo con Portnoy), e annuncia le date per un tour internazionale in celebrazione del quarantesimo anniversario dalla nascita del gruppo, partito il 20 ottobre 2024. Il 9 ottobre 2024 esce il singolo Night Terror, accompagnato dal relativo video musicale, e viene annunciata l'uscita dell'album Parasomnia, avvenuta il 7 febbraio 2025.

## Cover

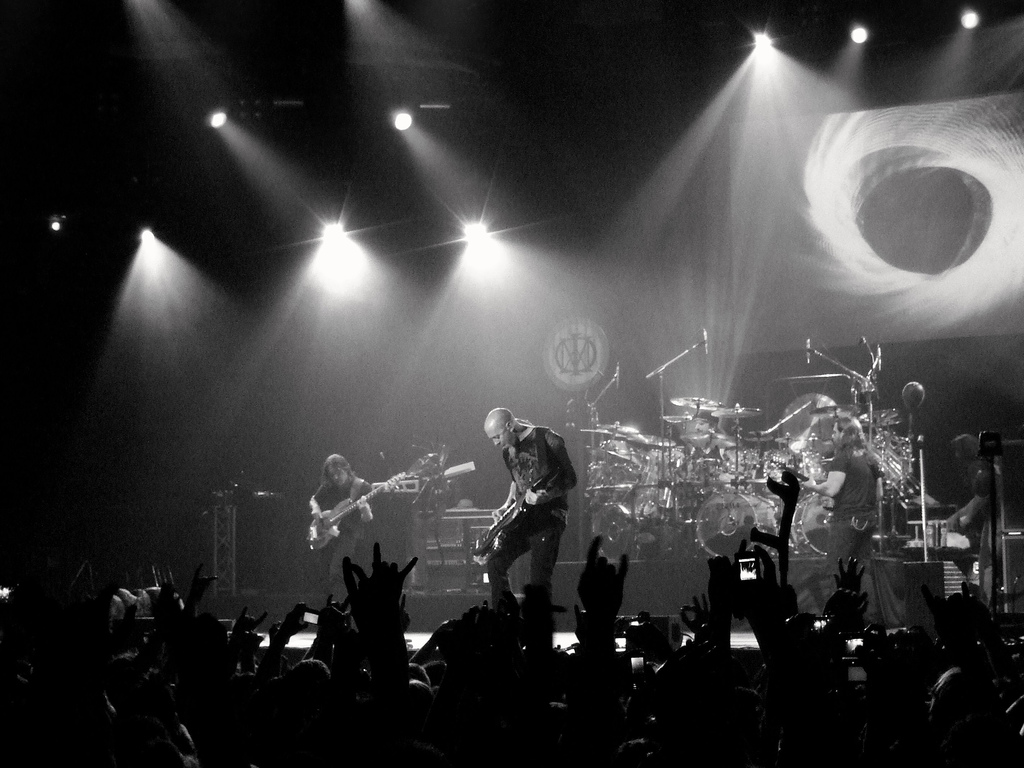
I Dream Theater in concerto a Badalona nel 2007

I Dream Theater hanno eseguito numerose cover durante la loro intera carriera, soprattutto a partire dal tour promozionale dell'album Six Degrees of Inner Turbulence. In tre serate speciali, precisamente nelle città di Barcellona, Chicago e New York, il gruppo ha eseguito interamente l'album Master of Puppets dei Metallica, dopo un set completo del loro repertorio e tra lo stupore dei fan.
Mike Portnoy concepì l'idea di questi "cover show" come la prima di una serie di serate da suonare come "omaggio" ai gruppi che maggiormente influenzarono i Dream Theater nella loro formazione e nel loro sviluppo. Alla tappa successiva del tour il gruppo eseguì l'album The Number of the Beast degli Iron Maiden. Infine, l'11 ottobre 2005 i Dream Theater riproposero l'album The Dark Side of the Moon dei Pink Floyd.
Già nel 1993 i Dream Theater avevano proposto in concerto una reinterpretazione di Damage Inc., brano conclusivo di Master of Puppets dei Metallica, con ospite Mark "Barney" Greenway, cantante dei Napalm Death. Nello stesso concerto, suonarono inoltre insieme a Steve Howe, chitarrista degli Yes, effettuando un medley che riprendeva alcuni suoi classici come Machine Messiah, Heart of the Sunrise, Close to the Edge e terminava con Wurm (dall'album The Yes Album, terza parte del pezzo Starship Trooper). Assieme al cantante Steve Hogarth e al chitarrista Steve Rothery dei Marillion, eseguirono anche una reinterpretazione di Easter.
Serate di sole reinterpretazioni furono riproposte ancora ad Amsterdam, Londra, Buenos Aires, San Paolo e Tokyo (11 ottobre, 25 ottobre, 4 dicembre, 11 dicembre e 13 gennaio), oltre che il 15 gennaio durante il concerto di Osaka. The Dark Side of the Moon fu nuovamente eseguito il 25 ottobre a Londra. Il 13 e il 15 gennaio 2006, rispettivamente a Tokyo e Osaka, i Dream Theater eseguirono dal vivo l'album dei Deep Purple Made in Japan.
Nel 2009, con la pubblicazione del decimo album in studio Black Clouds & Silver Linings, il gruppo si è cimentato anche nella registrazione di 6 cover (rock, progressive e metal), racchiuse nel secondo disco dell'edizione speciale dell'album.
Da menzionare anche un'esecuzione dal vivo di Cemetery Gates dei Pantera a Dallas, in Texas, per commemorare la scomparsa di Dimebag Darrell, eseguita durante una data del Gigantour. In questa esibizione LaBrie cantò le parti pulite del brano, mentre quelle più dure furono eseguite da Russell Allen dei Symphony X e Burton C. Bell dei Fear Factory. L'assolo venne eseguito da Dave Mustaine dei Megadeth.

## Stile musicale
Influenzati da storici gruppi di genere rock progressivo tra cui Pink Floyd, Yes, Jethro Tull, King Crimson, Kansas ed Emerson, Lake & Palmer, i Dream Theater sono considerati il gruppo principale e di maggior riferimento della scena progressive metal e sono inoltre indicati tra gli inventori del genere. L'uscita dell'album Images and Words, nel 1992, è spesso menzionata come "data ufficiale di nascita" del progressive metal.
In realtà prima di loro vi erano stati già alcuni gruppi che avevano provato una commistione tra heavy metal e rock progressivo, tra cui Rush, Queensrÿche, Fates Warning e Sieges Even, senza però andare oltre alla semplice sperimentazione.

## Formazione
Attuale
- John Petrucci – chitarra, cori (1985-presente)
- John Myung – basso (1985-presente)
- Mike Portnoy – batteria, percussioni, voce (1985-2010, 2023-presente)
- James LaBrie – voce (1991-presente)
- Jordan Rudess – tastiera, keytar, continuum (1999-presente)

Ex componenti
- Chris Collins – voce (1986)
- Charlie Dominici – voce (1987-1990)
- Kevin Moore – tastiera (1986-1994)
- Derek Sherinian – tastiera (1995-1999)
- Mike Mangini – batteria, percussioni (2011-2023)

## Discografia
- 1989 – When Dream and Day Unite
- 1992 – Images and Words
- 1994 – Awake
- 1997 – Falling into Infinity
- 1999 – Metropolis Pt. 2: Scenes from a Memory
- 2002 – Six Degrees of Inner Turbulence
- 2003 – Train of Thought
- 2005 – Octavarium
- 2007 – Systematic Chaos
- 2009 – Black Clouds & Silver Linings
- 2011 – A Dramatic Turn of Events
- 2013 – Dream Theater
- 2016 – The Astonishing
- 2019 – Distance over Time
- 2021 – A View from the Top of the World
- 2025 – Parasomnia

## Tournée
Come artista principale
- 1989 – When Dream and Tour Unite
- 1992/93 – Images and Tour
- 1993 – Music in Progress Tour
- 1994/95 – Waking Up the World Tour
- 1995 – A Change of Seasons Tour
- 1995 – Home for the Holidays
- 1996 – The Fix for '96 Shows
- 1997 – An Evening of New Music
- 1997/98 – Touring into Infinity
- 1998 – Deep Purple/ELP/Dream Theater Tour
- 1998 – An Intimate Evening with Dream Theater
- 1999 – Scenes from a Memory Tour
- 2000 – Metropolis 2000 Tour
- 2002 – World Tourbulence
- 2003 – Escape from the Studio
- 2004 – Train of Thought Tour
- 2005/06 – Octavarium Tour
- 2005 – Gigantour 2005
- 2007/08 – Chaos in Motion Tour
- 2009/10 – Black Clouds & Silver Linings Tour
- 2011/12 – A Dramatic Tour of Events
- 2014 – Along for the Ride World Tour
- 2015 – 30th Anniversary Tour
- 2016 – The Astonishing: Live
- 2017 – Images, Words & Beyond - 25th Anniversary Tour
- 2019/20 – The Distance over Time Tour
- 2022/23 – Top of the World Tour
- 2024/25 – 40th Anniversary Tour
- 2025 – An Evening with Dream Theater - Parasomnia 2025

Come artista di apertura
- 2010 – The Final Frontier World Tour